# إيرانشاه (شاعر)
حكيم إيرانشاه بن أبي الخير المعروف باسم إيرانشاه كان شاعرًا فارسيًا عاش في الدولة السلجوقية في القرنين الحادي عشر والثاني عشر.
إيرانشاه هو مؤلف قصيدتين ملحميتين ، كوشنامه وبهماننامه، وكلاهما مكتوبان بنفس أسلوب الشاهنامة للفردوسي (توفي 1019/25). على الرغم من عدم ذكر مؤلفه في أي من العملين، فإن كتاب "مجمل التواريخ والقصص" (الذي كتب في عام 1126) ينسب الفضل إلى إيرانشاه في تأليفهما. من المرجح أن إيرانشاه كتب بهمن نامه بين عامي 1092 و1108، كما يتضح من الإشارات إلى الأحداث التاريخية، واحترام السلاطين محمود الأول (حكم. 1092–1094) ومحمد الأول تابار (حكم. 1105–1118). تدور أحداث الرواية في العالم الإيراني الأسطوري، وتحكي مغامرات كاي بهمان، ابن اسفنديار. يذكر إيرانشاه أن بهمن نامه كان مستوحى من المعارك والحروب المتواصلة التي خاضها راعيه محمد الأول طبار، والتي ذكّرته بالمعارك المتواصلة بين بهمن وعائلة رستم. وهذا يعني أن العمل قد كتب أيضًا ليكون بمثابة نصيحة لحل القضايا الاجتماعية والسياسية في ذلك الوقت.
وقد كتبت " كوش نامه" بين عامي 1108 و1111، ويشار إليها باسم "قصة كوش بيل دندن" ("حكاية كوش ذو الأنياب") و "أخبار كوش بيل دندن" ("روايات كوش ذو الأنياب") في " مجمل التواريخ" . كما أنها ذات طبيعة أسطورية، تحكي قصة كوش الناب (أو بيلجوش، "الأذن الفيلية")، ابن كوش (شقيق الملك الشرير الضحاك).
يصنف المؤرخ الإيراني الحديث جلال متيني إيرانشاه باعتباره ثالث أفضل كاتب للشعر الملحمي بين معاصريه، بعد الشاهنامة للفردوسي وغارشاسب نامه للأسدي الطوسي.
الكتابة الصحيحة لاسم إيرانشاه غير مؤكدة. يُطلق عليه اسم "إيرانشان" في كتابين من أصل أربعة كتب من كتاب " مُجَمَّل التواريخ" ، بينما يُطلق عليه في الكتابين الآخرين اسم "إيران شاه" و"إنشاه". ويشير إليه المؤرخون المعاصرون إما باسم إيران شاه أو إيرانشان. كان مسلمًا، على الرغم من أنه من غير المعروف ما إذا كان سنيًا أم شيعيًا.